# Йохан I (Бранденбург)
Йохан I (на немски: Johann I; * 1213, † 4 април 1266) от род Аскани, е маркграф на Бранденбург от 1220 до 1266 г. заедно с брат му Ото III.

## Произход и управление
Той е най-големият син на Албрехт II († 1220) и на Матилда от Лужица (1185 – 1225) от род Ветини.
Йохан I управлява заедно с брат си Ото III в началото под опекунството на чичо им граф Хайнрих I от Анхалт.
Двамата братя основат много градове и уголемяват други като Берлин. Бранденбург става едно от най-значимите княжества на империята. През 1258 г. двамата основават манастир Хорин. През 1258/1260 г. те разделят маркграфството по между си.

## Фамилия
Първи брак: през 1230 г. със София Датска (1217 – 1247), дъщеря на крал Валдемар II от Дания и Беренгария Португалска (1194 – 1221), дъщеря на крал Санчо I от Португалия; те имат децата:
- Йохан II (1237 – 1281), сърегент като маркграф на Бранденбург
- Ото IV „със стрелата“ (1238 – 1308), маркграф на Бранденбург
- Ерих (1242 – 1295), архиепископ на Магдебург 1283 – 1295
- Конрад I (1240 – 1304), сърегент като маркграф на Бранденбург
- Хелена (1241/42 – 1304), от 1258 омъжена за маркграф Дитрих фон Ландсберг, (1242 – 1285)

Втори брак: през 1255 г. с Юта (Бригита) Саксонска († 4 април 1266), дъщеря на херцог Албрехт I от Саксония-Витенберг и Агнес Австрийска (1206 – 1226), дъщеря на Леополд VI Бабенберг; те имат децата:
- Агнес (1255 – 1304), от 1273 омъжена за крал Ерик V от Дания (1249 – 1286), от 1293 омъжена за Герхард II (1254 – 1312), между 1290 и 1312 граф на Холщайн-Пльон
- Хайнрих I „без земя“ (1256 – 1318), маркграф на Ландсберг
- Мехтхилд († пр. 1309), омъжена за херцог Богислав IV от Померания (1258 – 1309)
- Албрехт (1258 – 1290)
- Херман († 1291), от 1290 епископ на Хавелберг